# 바람의 노래
《바람의 노래》는 1998년 4월 20일부터 1998년 7월 28일까지 방송했던 SBS 월화 드라마였는데 간접광고 논란이 있었으며 아울러, 폭력 장면을 내보내어 비난을 샀다. 한편 동시간대 시청률 경쟁 중인 MBC 월화 드라마 《세상 끝까지》, MBC 월화 드라마 《추억》 등에게 패하면서 저조한 시청률이 나오기에 이르렀다.
당초 50부작으로 기획이 있었으나 30부작으로 20부작 줄여 조기 종영되었다.

## 제작진

### 극본
- 최현경

### 연출
- 공영화

## 등장 인물
- 신은경 : 정선주 역
- 이창훈 : 김도균 역
- 감우성 : 송인규 역
- 박주미 : 서영 역
- 반효정 : 민 여사 역
- 최정윤 : 김미미 역
- 이정길 : 김강재 역
- 정재순 : 신 여사 역
- 이도련 : 정길재 역
- 고미영 : 재경 역
- 차승원 : 이지훈 역
- 정선일
- 현영
- 장서희
- 황인영
- 강성민 : 권태해 역
- 신은정
- 심형탁 : 재석 역
- 이남희
- 황미선
- 라재웅
- 공형진
- 김희정
- 민경조
- 최준용
- 정욱
- 원기준
- 김준우
- 김명민
- 김남진
- 윤기원
- 장은비
- 이상은
- 김영철
- 조선주
- 박성혜
- 송지은
- 조권탁
- 김주혁
- 박윤현
- 방경림
- 김미희